# ピーター・ヴァン・ブルー・リビングストン

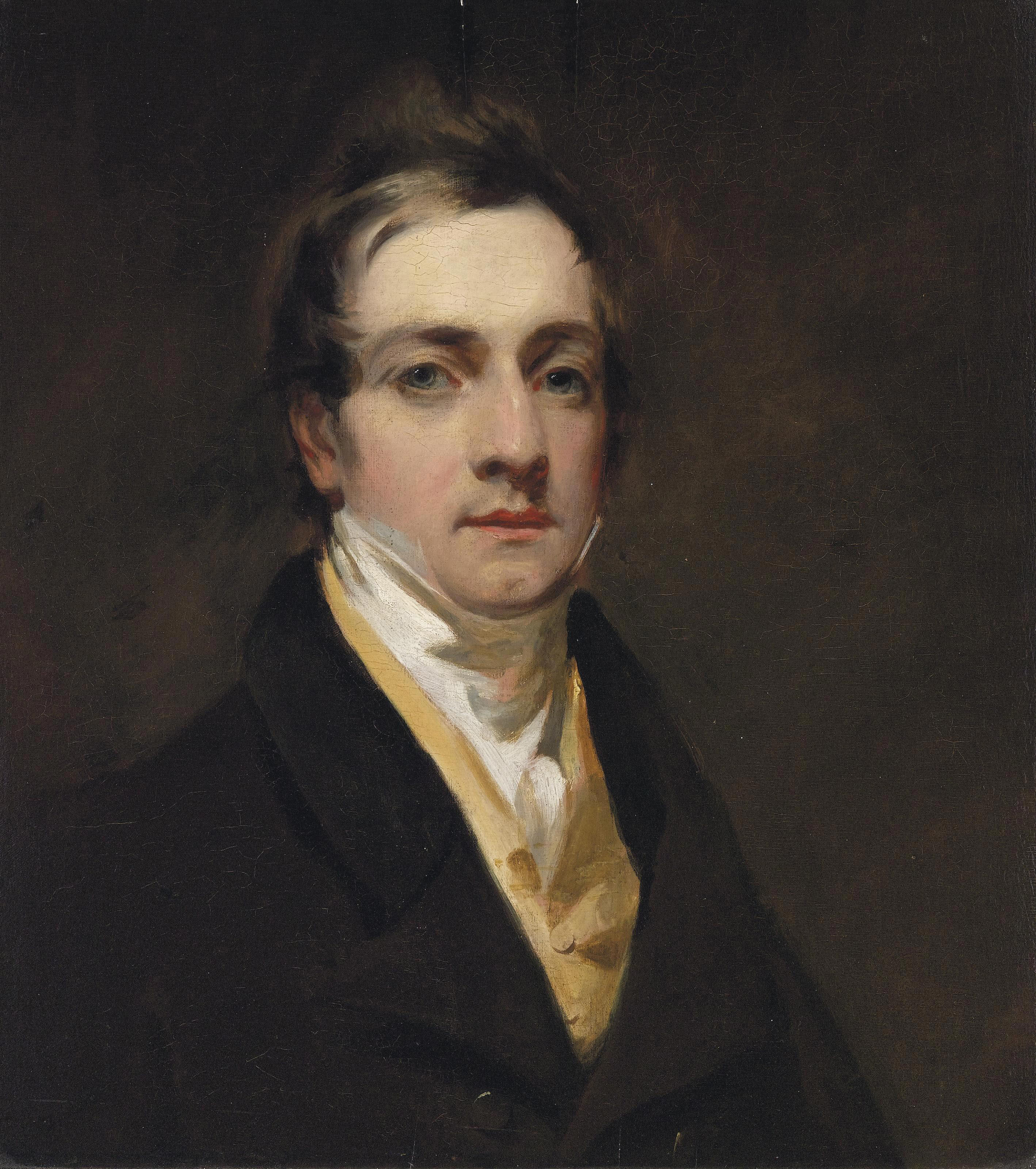

ピーター・ヴァン・ブルー・リビングストン（Peter Van Brugh Livingston、1710年11月3日 - 1792年12月28日 - ）はアメリカ合衆国の独立中のパトリオット。

## 経歴
オールバニ郡オールバニでフィリップ・リビングストンとキャサリン・ヴァン・ブルー・リビングストンの次男として生まれ、祖父のピーター・ヴァン・ブルーにちなんで命名された。 1731年、イェール・カレッジ を卒業し、ニューヨークに住み、ウィリアム・アレクサンダーと海運業に従事した。彼の姉妹メアリー・アレクサンダー と1739年11月3日に結婚した。 1748年、ニュージャージー大学(現在プリンストン大学)の評議員になり、1761年まで務めた。
1755年、ウィリアム・シャーリーのThe Great Upheavalの為、アカディアに物資を送った。1771年4月9日、ニュージャージー州エリザベスタウンのリケッツ夫人(ウィリアム・リケッツの未亡人)と結婚した。
ニューヨーク州議会代議員で、1775年と1776-77年にかけて議長を務めた。1776年9月から1777年3月にかけて安全委員会委員長、1776年、初代ニューヨーク州会計官に任命され、1778年まで務めた。
自宅は現在のニューヨーク市ハノーバースクエアの東側の大邸宅で、庭がイースト川に面していた。後にニュージャージー州ユニオン郡エリザベスタウンに引っ越し、同州リバティホールで死去した。